# 佐藤剣之助
佐藤 剣之助（さとう けんのすけ、1891年 - 1967年）は大阪毎日新聞の元ジャーナリスト。海外留学の経験があり、外国語は堪能だった。1935年3月からオーストラリアに旅行に行っている。8月22日に帰国後、9月に「濠洲見聞」という見出しで、オーストラリアの人々は日本の侵略に対して危惧しているがそういうことはなく、お互い交流を深め合う事により東洋の文化でオーストラリアの文化も活発になり国威を増す事が出来るという内容の記事を大阪毎日新聞に載せている。ジャパン・レビューによく寄稿していた事でも知られる。

## 著書
- 『比島の危機』（比律賓協会関西支部、1941年）
- 『日米英語会話』（毎日新聞社、1945年）
- 『アメリカ』（加賀書房、1946年）